# Stefanów (Zgierz)
Pour les articles homonymes, voir Stefanów.
Stefanów est une localité polonaise de la gmina et du powiat de Zgierz en voïvodie de Łódź.